# إليزابيث جين غاردنر
إليزابيث جين غاردنر (بالإنجليزية: Elizabeth Jane Gardner)‏ هي رسامة أمريكية، ولدت في 4 أكتوبر 1837 في إيكستر في الولايات المتحدة، وتوفيت في 28 يناير 1922 في سانت كلاود في الولايات المتحدة.

## معرض صور

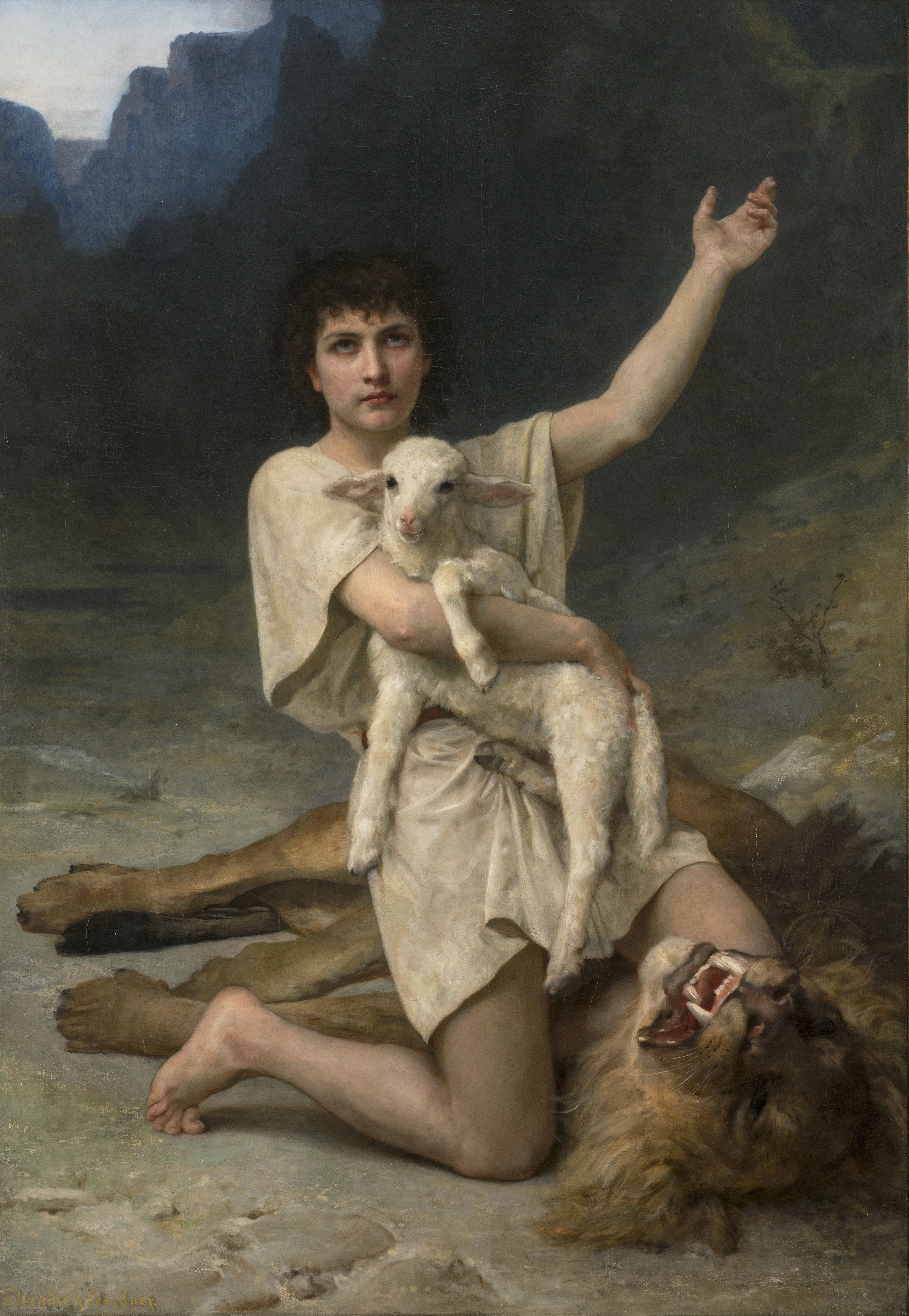
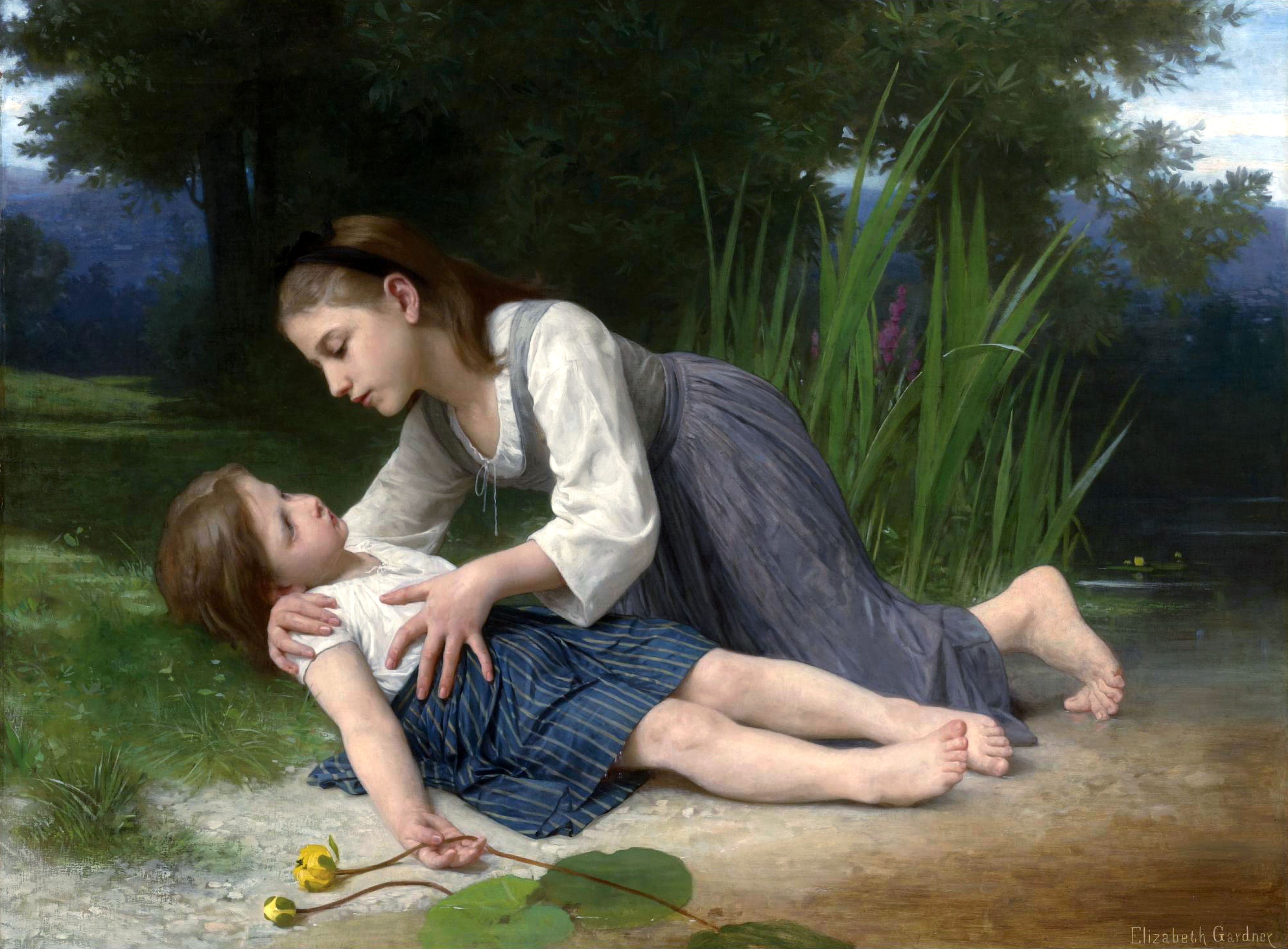
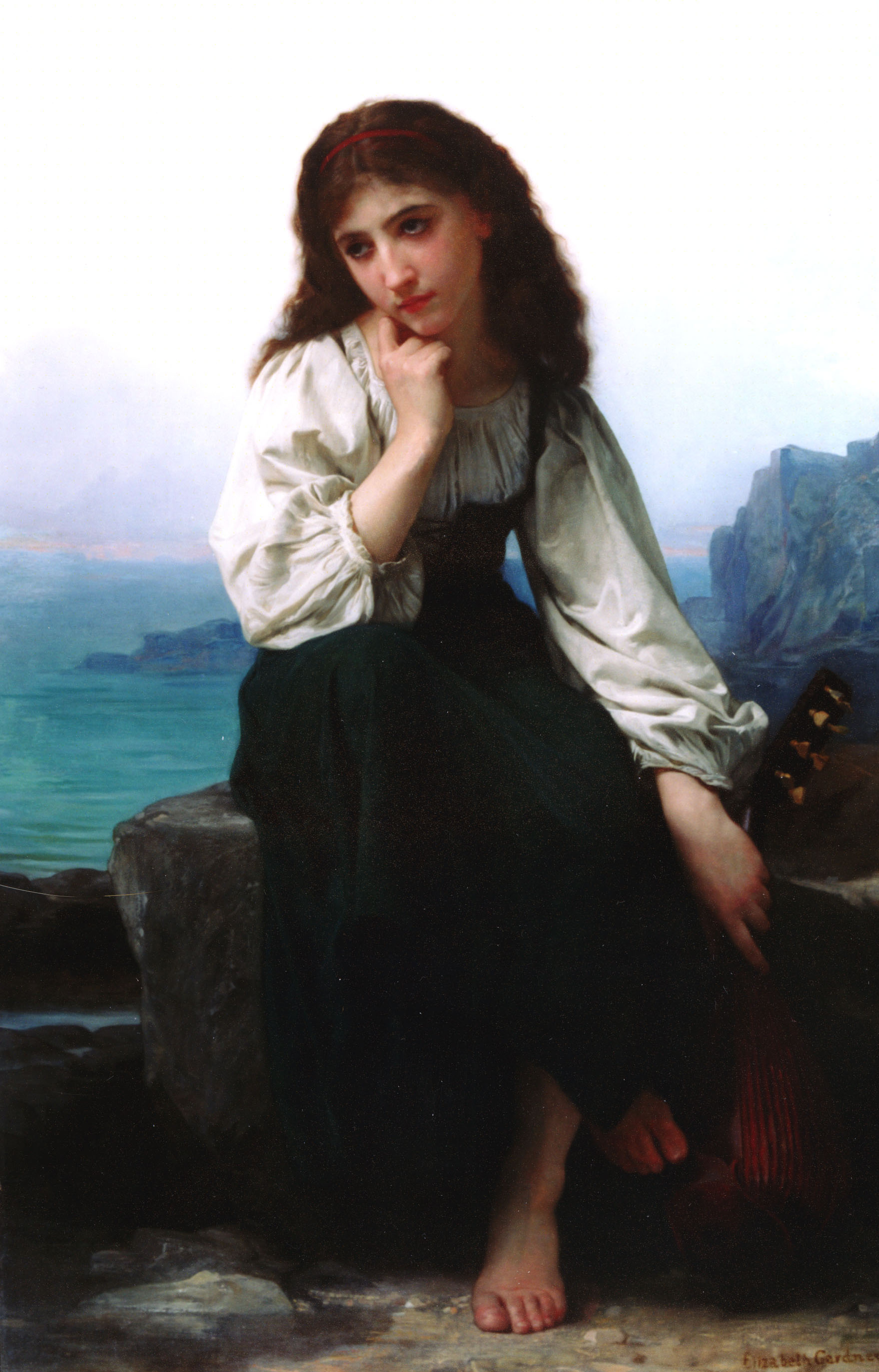